# Théorème de Chomsky-Schützenberger (combinatoire)
Ne pas confondre avec le théorème de Chomsky-Schützenberger sur la représentation des langages algébriques.
En informatique théorique, en mathématiques discrètes et en combinatoire, le théorème de Chomsky-Schützenberger est un énoncé sur le nombre de mots de longueur donnée dans un langage engendré par une grammaire algébrique inambiguë. Le théorème montre un lien entre la théorie des langages formels et l'algèbre. Il est nommé d'après Noam Chomsky et Marcel-Paul Schützenberger.

## Énoncé
Pour énoncer le théorème, nous avons besoin de quelques notions d'algèbre.
Une série entière sur {\displaystyle \mathbb {N} } est une série de la forme
{\displaystyle f=f(x)=\sum _{k=0}^{\infty }a_{k}x^{k}=a_{0}+a_{1}x^{1}+a_{2}x^{2}+a_{3}x^{3}+\cdots }
à coefficients {\displaystyle a_{k}} dans {\displaystyle \mathbb {N} }. La multiplication de deux séries entières {\displaystyle f} et {\displaystyle g} est définie, de manière habituelle, comme la convolution des suites {\displaystyle a_{n}} et {\displaystyle b_{n}} :
{\displaystyle f(x)\cdot g(x)=\sum _{k=0}^{\infty }{\Bigl (}\sum _{i=0}^{k}a_{i}b_{k-i}{\Bigr )}x^{k}.}
En particulier, on écrit {\displaystyle f^{2}=f(x)\cdot f(x)}, {\displaystyle f^{3}=f(x)\cdot f(x)\cdot f(x)}, etc. En analogie avec les nombres algébriques, une série entière {\displaystyle f(x)} est dite algébrique sur {\displaystyle \mathbb {Q} (x)} s'il existe des polynômes {\displaystyle p_{0}(x)}, {\displaystyle p_{1}(x)}, {\displaystyle p_{2}(x)}, …, {\displaystyle p_{n}(x)}, à coefficients rationnels, tels que
{\displaystyle p_{0}(x)+p_{1}(x)\cdot f+p_{2}(x)\cdot f^{2}+\cdots +p_{n}(x)\cdot f^{n}=0.}
Le théorème s'énonce comme suit.
Théorème de Chomsky-Schützenberger —  Soit {\displaystyle L} un langage algébrique sur un alphabet fini {\displaystyle A} admettant une grammaire algébrique inambiguë, et soit {\displaystyle a_{k}:=|L\cap A^{k}|} le nombre de mots de longueur  {\displaystyle k} dans {\displaystyle L}. La série
{\displaystyle f_{L}(x)=\sum _{k=0}^{\infty }a_{k}x^{k}}
est une série entière sur {\displaystyle \mathbb {N} } qui est algébrique sur {\displaystyle \mathbb {Q} (x)}.
La série {\displaystyle f_{L}(x)} est la série génératrice du nombre de mots du langage {\displaystyle L}.
Des preuves de ce théorème sont données dans Kuich & Salomaa (1985) et Panholzer (2005).

## Un exemple
Le langage de Lukasiewicz est le langage engendré par la grammaire algébrique inambiguë
{\displaystyle S\to aSS|b}
Un mot du langage code un arbre binaire, le codage étant obtenu par un parcours préfixe de l'arbre. La série génératrice {\displaystyle y=f(x)} du nombre de mots de Lukasiewicz vérifie l'équation
{\displaystyle y=xy^{2}+x}
Les coefficients {\displaystyle a_{n}} sont les nombres de Catalan.

## Une application
Par contraposition, le théorème de Chomsky-Schützenberger donne un moyen de prouver qu'un langage est inhéremment ambigu, autre que le lemme d'Ogden :
Si la série génératrice {\displaystyle f_{L}(x)} d'un langage algébrique {\displaystyle L} est transcendante, alors le langage {\displaystyle L} est inhéremment ambigu.
On prouve ainsi que le langage de Goldstine {\displaystyle G} est inhéremment ambigu,. On considère pour cela le complémentaire de ce langage ; il est formé des mots qui se terminent par la lettre {\displaystyle a}, et par les mots de l'ensemble
{\displaystyle F=\{\varepsilon ,ab,aba^{2}b,aba^{2}ba^{3}b,\ldots \}.}
La série génératrice des mots se terminant par la lettre {\displaystyle a} est {\displaystyle x/(1-2x)}. La série génératrice de l'ensemble {\displaystyle F} est
{\displaystyle f_{F}(x)=1+x^{2}+x^{5}+x^{9}+\cdots =\sum _{n\geq 1}x^{n(n+1)/2-1}.}
Par conséquent,
{\displaystyle f_{G}(x)={\frac {1-x}{1-2x}}-f_{F}(x).}
Comme {\displaystyle f_{G}(x)} est transcendante si et seulement si {\displaystyle f_{F}(x)} l'est, il suffit de considérer la dernière. Or, la série
{\displaystyle f_{F}(x)/x=\sum _{n\geq 1}x^{n(n+1)/2}}
est transcendante, car c'est une série lacunaire.